# ریشار داربوا
ریشار داربوا (فرانسوی: Richard Darbois‎؛ ‏ تلفظ می‌شود [ʁiʃaʁ daʁbwa]؛ ‏ زادهٔ ۷ دسامبر ۱۹۵۱) بازیگر و صداپیشه فرانسوی‌زبان اهل کانادا است. وی از سال ۱۹۶۳ میلادی تاکنون مشغول فعالیت بوده‌است.
از فیلم‌هایی که وی در آن‌ها نقش داشته است، می‌توان به شهوت اشاره نمود.